# 格朗 (埃纳省)
格朗（法語：Gland，法語發音：[ɡlɑ̃] ⓘ）是法国上法蘭西大區埃纳省的一个市镇，属于蒂耶里堡区。

## 地理
格朗（49°2'53"N, 3°27'44"E）面积5.65 平方千米，位于法国上法蘭西大區埃纳省，该省份为法国北部内陆省份，北起北部省，西接索姆省和瓦兹省，东临阿登省和马恩省，西南至塞纳-马恩省，东北部与比利时接壤。
与格朗接壤的市镇（或旧市镇、城区）包括：布莱姆、布拉勒、福苏瓦、蒙圣佩尔、韦尔迪伊。

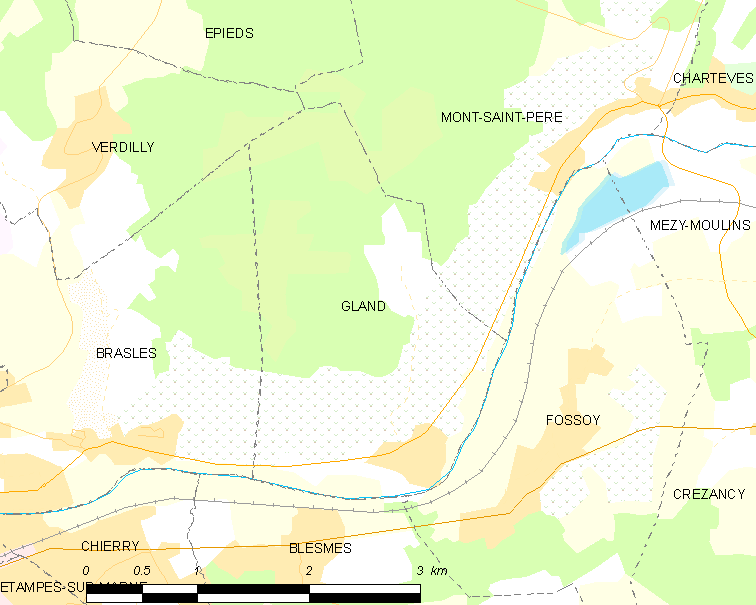
的OSM定位图

格朗的时区为UTC+01:00、UTC+02:00（夏令时）。

## 行政
格朗的邮政编码为02400，INSEE市镇编码为02347。

## 政治
格朗所属的省级选区为蒂耶里堡县。

## 人口

1962-2008年间人口变化图示

格朗于2022年1月1日时的人口数量为429人。